# True Romance (album Yukari Tamury)
True Romance – pierwsza kompilacja japońskiej piosenkarki Yukari Tamury, wydana 5 marca 2003. Utwór Angel Pride został wykorzystany jako opening gry Angelic Concert (jap. エンジェリック・コンサート Enjerikku Konsāto), utworu Mabushisa użyto jako image song gry Memories Off, a utwór Melody Flower posłużył jako ending gry Angelic Concert. Album sprzedał się w nakładzie 6 569 egzemplarzy.

## Lista utworów
| Nr  | Tytuł                                                   | Słowa             | Kompozycja         | Aranżacja          | Czas |
| --- | ------------------------------------------------------- | ----------------- | ------------------ | ------------------ | ---- |
| 1.  | "Angel Pride"                                           | Yukiko Mitsui     | cota               | Mitsutoshi Hirose  |      |
| 2.  | "Love Countdown"                                        | Kakeru Saegusa    | Kazuhisa Yamaguchi | Kazuhisa Yamaguchi |      |
| 3.  | "WE CAN FLY ～Solo Flight～"                            | Meg               | Motoyoshi Iwasaki  | Motoyoshi Iwasaki  |      |
| 4.  | "Black Dahlia" (jap. ブラックダリア Burakku Daria)      | Mitsuko Shiramine | Yūko Asai          | Ryō Yonemitsu      |      |
| 5.  | "DAYDREAM"                                              | Kakeru Saegusa    | Kazuhisa Yamaguchi | Kazuhisa Yamaguchi |      |
| 6.  | "Rakuen ~Mei Version~" (jap. 楽園〜Mei Version〜)       | Karen Shīna       | MIZUKI             | Ryō Yonemitsu      |      |
| 7.  | "Sweetest Love"                                         | marhy             | marhy              | Motoyoshi Iwasaki  |      |
| 8.  | "Sparkle with delight"                                  | Kakeru Saegusa    | Kazuhisa Yamaguchi | Kazuhisa Yamaguchi |      |
| 9.  | "CATCH MY EYES"                                         | Mitsuko Shiramine | Toshiaki Yamazaki  | Ryō Yonemitsu      |      |
| 10. | "Mabushisa" (jap. まぶしさ)                             | Chiyomaru Shikura | Chiyomaru Shikura  | Chiyomaru Shikura  |      |
| 11. | "My life is great"                                      | Karen Shīna       | Mitsutoshi Hirose  | Mitsutoshi Hirose  |      |
| 12. | "Kagayaki no kisetsu" (jap. 輝きの季節)                 | Kakeru Saegusa    | Kazuhisa Yamaguchi | Kazuhisa Yamaguchi |      |
| 13. | "Yubikiri shiyou" (jap. 指切りしよう)                   | Shun Taguchi      | Takahiro Koike     | Masafumi Miyokawa  |      |
| 14. | "Trust me, trust you～Yukari Version～"                 | Yuki Matsuura     | Yuki Matsuura      | Yuki Matsuura      |      |
| 15. | "Melody Flower" (jap. メロディーフラワー Merodi Furawā) | Karen Shīna       | cota               | Mitsutoshi Hirose  |      |